# Carta de Ottawa

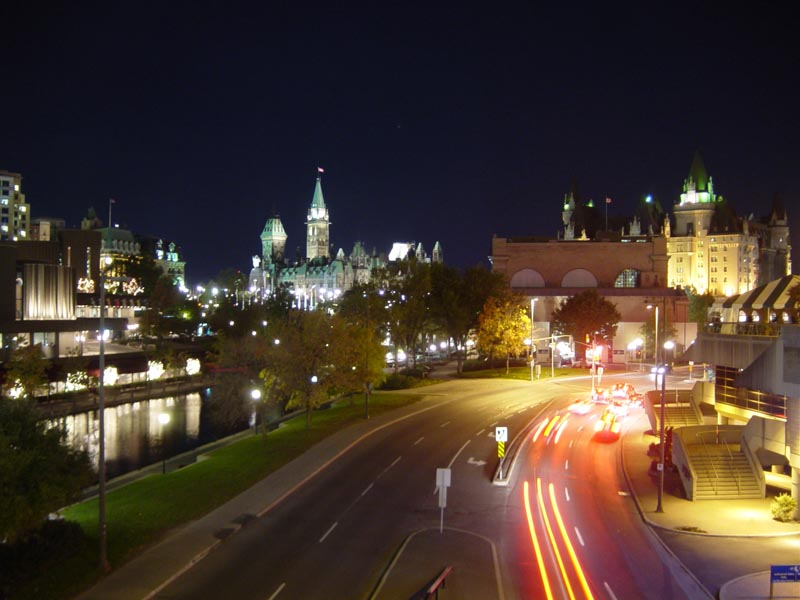
Foto de Ottawa desde el puente McKenzie King.

La Carta de Ottawa para la Promoción de la Salud es un documento elaborado por la Organización Mundial de la Salud, durante la Primera Conferencia Internacional para la Promoción de la Salud, celebrada en Ottawa, Canadá, en 1986. También toma como referencia, la conferencia realizada en Alma Ata en 1978.

La primera Conferencia Internacional sobre la Promoción de la salud reunida en Ottawa el 21 de noviembre de 1986 emite la presente CARTA dirigida a la consecución del objetivo "Salud para Todos en el año 2000". Esta conferencia fue, ante todo, una respuesta a la creciente demanda de una nueva concepción de la salud pública en el mundo. Si bien las discusiones se centraron en las necesidades de los países industrializados, se tuvieron también en cuenta los problemas que atañen a las demás regiones. La conferencia tomó como punto de partida los progresos alcanzados tras la Conferencia de Alma-Ata sobre la atención primaria, el documento "Los Objetivos de la Salud para Todos" de la Organización Mundial de la Salud, y el debate sobre la acción intersectorial para la salud sostenido recientemente en la Asamblea Mundial de la Salud.
Surgió como respuesta a la necesidad de buscar un nuevo acercamiento a los múltiples problemas de salud que aún hoy exigen solución en todas las partes del globo. Los cambios tan rápidos e irreversibles que caracterizan a los tiempos en que vivimos, obligan a proyectarse constantemente hacia el futuro, pero los sistemas de salud ni siquiera han logrado avanzar al ritmo que imponen las necesidades sentidas por las poblaciones.

## Actividades posteriores
- 1997 - Programa salud para todos
- 1999 - Salud 21
- 2005 - La Carta de book